# Doolittle (Missouri)
Doolittle – miasto w Stanach Zjednoczonych, w stanie Missouri, w hrabstwie Phelps.